# Хонерт, Тако ван ден
Тако Хайо ван ден Хонерт (нидерл. Taco Hajo van den Honert; род. 14 февраля 1966, Лейден, Южная Голландия) — нидерландский хоккеист на траве, нападающий. Олимпийский чемпион 1996 года, бронзовый призёр летних Олимпийских игр 1988 года, участник летних Олимпийских игр 1992 года, чемпион мира 1990 года, серебряный призёр чемпионата мира 1994 года, чемпион Европы 1987 года, двукратный серебряный призёр чемпионата Европы 1991 и 1995 годов.

## Биография
Тако ван ден Хонерт родился 14 февраля 1966 года в нидерландском городе Лейден.
Играл в хоккей на траве за «Ларен», «Хаагсе» и «Амстердамсе». В составе «Амстердамсе» трижды выигрывал чемпионат Нидерландов.
19 июня 1987 году дебютировал в сборной Нидерландов в товарищеском матче со сборной Испании (1:0).
В 1987 году завоевал золотую медаль чемпионата Европы в Москве.
В 1988 году вошёл в состав сборной Нидерландов по хоккею на траве на летних Олимпийских играх в Сеуле и завоевал бронзовую медаль. Играл на позиции нападающего, провёл 7 матчей, забил 2 мяча (по одному в ворота сборных Аргентины и Кении).
В 1990 году завоевал золотую медаль чемпионата мира в Лахоре.
В 1991 году выиграл серебряную медаль чемпионата Европы в Париже.
В 1992 году вошёл в состав сборной Нидерландов по хоккею на траве на летних Олимпийских играх в Барселоне, занявшей 4-е место. Играл на позиции нападающего, провёл 7 матчей, забил 4 мяча (три в ворота сборной Малайзии, один — Новой Зеландии).
В 1994 году завоевал серебряную медаль чемпионата мира в Сиднее. С 10 мячами стал лучшим снайпером турнира.
В 1996 году вошёл в состав сборной Нидерландов по хоккею на траве на летних Олимпийских играх в Атланте и завоевал золотую медаль. Играл на позиции нападающего, провёл 7 матчей, забил 7 мячей (три в ворота сборной Германии, два — Южной Корее, по одному — Австралии и ЮАР).
Завоевал четыре медали Трофея чемпионов: две серебряных — в 1987 году в Амстелвене и в 1989 году в Западном Берлине, две бронзовых — в 1993 году в Куала-Лумпуре и в 1994 году в Лахоре.
После Олимпиады-96 завершил международную карьеру.
В 1987—1996 годах провёл за сборную Нидерландов 215 матчей, забил 113 мячей.
Отличался высоким техническим мастерством. В 1992 году внёс новшество в технику исполнения штрафных угловых. После того как Международная федерация хоккея на траве запретила при его исполнении бить мяч выше борта ворот, ван ден Хонерт стал использовать скользящий удар плавным движением клюшки. Этот приём стал эффективным и стал привычным во всём мире.
После окончания игровой карьеры стал тренером. Входил в тренерский штаб сборной Нидерландов.
Работал программистом.